# Чинча острва
Чинча острва су архипелаг у Тихом океану, удаљен 21 км од обале Перуа, којем и припадају. Архипелаг се састоји од три острва изграђена од гранита и прекривена дебелим наслагама гуана. Добила су име по старом народу Чинча, којег су надвладале Инке. 
Острво је најпознатије по великим наслагама гуана, којег су створили корморани и друге морске птице. Те наслаге су биле дебеле и до 30 м, али су интензивно експлоатисане у 19. веку. Због гуана је избио Шпанско-перуански рат (1864—1866), јер је Шпанија на кратко одузела Перуу та економски веома значајна острва.